# Liège-Bastogne-Liège Feminina de 2021
A 5.ª edição da Liège-Bastogne-Liège Feminina (oficialmente: Liège-Bastogne-Liège Femmes) celebrou-se a 25 de abril de 2021 sobre um percurso de 142,4 km com início na cidade de Bastogne e final na cidade de Liège na Bélgica.
A corrida fez parte do UCI WorldTour Feminino de 2021 como concorrência de categoria 1.wwT do calendário ciclístico de máximo nível mundial sendo a oitava corrida que se corre em dito circuito e foi vencida pela ciclista neerlandesa Demi Vollering da equipa SD Worx. O pódio completaram-no a também neerlandesa Annemiek van Vleuten da equipa Movistar e a italiana Elisa Longo Borghini da equipa Trek-Segafredo.

## Percorrido
O percurso baseia-se na rota usada anos anteriores, em onde o Col du Rosier substitui à Côte da Vecquée e se acrescentam o Col de Desnié e a Côte des Forges. São ao todo 7 cotas, as quais se indicam a seguir:
| Não. | Nome                                 | km    | Comprimento (m) | Pendente média | km à chegada |
| ---- | ------------------------------------ | ----- | --------------- | -------------- | ------------ |
| 1    | Côte de Wanne                        | 56,7  | 2 800           | 7,4 %          | 84,2         |
| 2    | Côte da Haute-Levée                  | 65,1  | 3 600           | 5,6 %          | 75,8         |
| 3    | Col du Rosier                        | 79,2  | 4 400           | 5,9 %          | 61,7         |
| 4    | Col de Desnié                        | 92,6  | 1 600           | 8,1 %          | 48,3         |
| 5    | Côte da Redoute                      | 105,7 | 2 000           | 8,9 %          | 35,2         |
| 6    | Côte des Forges (Estela Stan Ockers) | 117,6 | 1 300           | 7,8 %          | 23,3         |
| 7    | Côte da Roche aux faucons            | 127,6 | 1 300           | 11 %           | 13,3         |

## Equipas
Tomaram parte na corrida um total de 25 equipas convidadas pela organização: 9 de categoria UCI WordTeam Feminino e 16 de categoria UCI Women's continental teams. Em conjunto, conformaram um pelotão de 128 ciclistas das quais 83 terminaram a corrida. As equipas participantes foram:
| translation for headoftableIII_translate index 58 not found (9)- Alé BTC Ljubljana - Canyon-SRAM Racing - FDJ-Nouvelle Aquitaine-Futuroscope - Liv Racing - Movistar Team - Team BikeExchange - Team DSM - SD Worx - Trek-Segafredo UCI Women's continental teams (15)- Andy Schleck-CP NVST-Immo Losch - Arkéa Pro Cycling Team - A.R. Monex - BePink - Bingoal Casino-Chevalmeire - Ceratizit-WNT Pro Cycling - Cogeas-Mettler-Look Pro Cycling Team - Doltcini-Van Eyck Sport-Proximus - Drops-Le col - Jumbo-Visma - Lotto Soudal Ladies - Parkhotel Valkenburg - Rally - Team Tibco-Silicon Valley Bank - Valcar-Travel & Service |
| |

## Classificações finais
As classificações finalizaram da seguinte forma:

### Classificação geral
| \| Classificação geral \| Classificação geral \| Classificação geral \| Classificação geral \| Classificação geral \| \| Ciclista \| Ciclista \| Equipe \| Tempo \| \| \| ------------------- \| ---------------------- \| ---------------------------------- \| ------------------- \| ------------------- \| \| 1. \| Demi Vollering \| SD Worx \| 3h54m31s \| \| \| 2. \| Annemiek van Vleuten \| Movistar Team \| + 0s \| \| \| 3. \| Elisa Longo Borghini \| Trek-Segafredo \| + 0s \| \| \| 4. \| Katarzyna Niewiadoma \| Canyon-SRAM Racing \| + 0s \| \| \| 5. \| Anna van der Breggen \| SD Worx \| + 2s \| \| \| 6. \| Marianne Vos \| Jumbo-Visma Women Team \| + 1m27s \| \| \| 7. \| Ashleigh Moolman Pasio \| SD Worx \| + 1m27s \| \| \| 8. \| Cecilie Uttrup Ludwig \| FDJ-Nouvelle Aquitaine-Futuroscope \| + 1m27s \| \| \| 9. \| Lucinda Brand \| Trek-Segafredo \| + 1m59s \| \| \| 10. \| Amanda Spratt \| Team BikeExchange \| + 1m59s \| \| \| 11. \| Soraya Paladin \| Liv Racing \| + 1m59s \| \| \| 12. \| Riejanne Markus \| Jumbo-Visma Women Team \| + 1m59s \| \| \| 13. \| Elise Chabbey \| Canyon-SRAM Racing \| + 1m59s \| \| \| 14. \| Marta Cavalli \| FDJ-Nouvelle Aquitaine-Futuroscope \| + 1m59s \| \| \| 15. \| Maria Novolodskaya \| A.R. Monex Women's \| + 1m59s \| \| \| 16. \| Erica Magnaldi \| Ceratizit-WNT Pro Cycling \| + 1m59s \| \| \| 17. \| Niamh Fisher-Black \| SD Worx \| + 1m59s \| \| \| 18. \| Ane Santesteban \| Team BikeExchange \| + 1m59s \| \| \| 19. \| Mavi García \| Alé BTC Ljubljana \| + 1m59s \| \| \| 20. \| Leah Thomas \| Movistar Team \| + 1m59s \| \| |                        |                                    |          |
| |                        |                                    |          |
| Fontes: ProCyclingStats Cycling Quotient |                        |                                    |          |
| Classificação geral |                        |                                    |          |
| Ciclista | Ciclista               | Equipe                             | Tempo    |
| 1. | Demi Vollering         | SD Worx                            | 3h54m31s |
| 2. | Annemiek van Vleuten   | Movistar Team                      | + 0s     |
| 3. | Elisa Longo Borghini   | Trek-Segafredo                     | + 0s     |
| 4. | Katarzyna Niewiadoma   | Canyon-SRAM Racing                 | + 0s     |
| 5. | Anna van der Breggen   | SD Worx                            | + 2s     |
| 6. | Marianne Vos           | Jumbo-Visma Women Team             | + 1m27s  |
| 7. | Ashleigh Moolman Pasio | SD Worx                            | + 1m27s  |
| 8. | Cecilie Uttrup Ludwig  | FDJ-Nouvelle Aquitaine-Futuroscope | + 1m27s  |
| 9. | Lucinda Brand          | Trek-Segafredo                     | + 1m59s  |
| 10. | Amanda Spratt          | Team BikeExchange                  | + 1m59s  |
| 11. | Soraya Paladin         | Liv Racing                         | + 1m59s  |
| 12. | Riejanne Markus        | Jumbo-Visma Women Team             | + 1m59s  |
| 13. | Elise Chabbey          | Canyon-SRAM Racing                 | + 1m59s  |
| 14. | Marta Cavalli          | FDJ-Nouvelle Aquitaine-Futuroscope | + 1m59s  |
| 15. | Maria Novolodskaya     | A.R. Monex Women's                 | + 1m59s  |
| 16. | Erica Magnaldi         | Ceratizit-WNT Pro Cycling          | + 1m59s  |
| 17. | Niamh Fisher-Black     | SD Worx                            | + 1m59s  |
| 18. | Ane Santesteban        | Team BikeExchange                  | + 1m59s  |
| 19. | Mavi García            | Alé BTC Ljubljana                  | + 1m59s  |
| 20. | Leah Thomas            | Movistar Team                      | + 1m59s  |

## Ciclistas participantes e posições finais
| SD Worx SDW | SD Worx SDW                          | SD Worx SDW |
| ----------- | ------------------------------------ | ----------- |
| Num         | Ciclista                             | Pos         |
| 1           | Anna van der Breggen (NED) (estrada) | 5.          |
| 2           | Elena Cecchini (ITA)                 | 76.         |
| 3           | Niamh Fisher-Black (NZL)             | 17.         |
| 4           | Ashleigh Moolman Pasio (RSA)         | 7.          |
| 5           | Chantal van den Broek-Blaak (NED)    | 29.         |
| 6           | Demi Vollering (NED)                 | 1.          |

| Trek-Segafredo TFS | Trek-Segafredo TFS                   | Trek-Segafredo TFS |
| ------------------ | ------------------------------------ | ------------------ |
| Num                | Ciclista                             | Pos                |
| 11                 | Elisa Longo Borghini (ITA) (estrada) | 3.                 |
| 12                 | Lucinda Brand (NED)                  | 9.                 |
| 13                 | Lauretta Hanson (AUS)                | DNF                |
| 14                 | Shirin van Anrooij (NED)             | 48.                |
| 15                 | Tayler Wiles (USA)                   | 27.                |
| 16                 | Ruth Winder (USA)                    | NP                 |

| Team BikeExchange BEX | Team BikeExchange BEX            | Team BikeExchange BEX |
| --------------------- | -------------------------------- | --------------------- |
| Num                   | Ciclista                         | Pos                   |
| 21                    | Amanda Spratt (AUS)              | 10.                   |
| 22                    | Janneke Ensing (NED)             | 22.                   |
| 23                    | Lucy Kennedy (AUS)               | DNF                   |
| 24                    | Ane Santesteban (ESP)            | 18.                   |
| 25                    | Moniek Tenniglo (NED)            | 70.                   |
| 26                    | Georgia Williams (NZL) (estrada) | 68.                   |

| Jumbo-Visma Women Team TJV | Jumbo-Visma Women Team TJV | Jumbo-Visma Women Team TJV |
| -------------------------- | -------------------------- | -------------------------- |
| Num                        | Ciclista                   | Pos                        |
| 31                         | Marianne Vos (NED)         | 6.                         |
| 32                         | Teuntje Beekhuis (NED)     | 41.                        |
| 33                         | Anna Henderson (GBR)       | 28.                        |
| 34                         | Anouska Koster (NED)       | 38.                        |
| 35                         | Riejanne Markus (NED)      | 12.                        |
| 36                         | Julie Van de Velde (BEL)   | 59.                        |

| Canyon-SRAM Racing CSR | Canyon-SRAM Racing CSR        | Canyon-SRAM Racing CSR |
| ---------------------- | ----------------------------- | ---------------------- |
| Num                    | Ciclista                      | Pos                    |
| 41                     | Katarzyna Niewiadoma (POL)    | 4.                     |
| 42                     | Alena Amialiusik (BLR)        | 35.                    |
| 43                     | Hannah Barnes (GBR)           | 55.                    |
| 44                     | Elise Chabbey (SUI) (estrada) | 13.                    |
| 45                     | Tiffany Cromwell (AUS)        | 39.                    |
| 46                     | Mikayla Harvey (NZL)          | 43.                    |

| Alé BTC Ljubljana ALE | Alé BTC Ljubljana ALE       | Alé BTC Ljubljana ALE |
| --------------------- | --------------------------- | --------------------- |
| Num                   | Ciclista                    | Pos                   |
| 51                    | Mavi García (ESP) (estrada) | 19.                   |
| 52                    | Anastasia Chursina (RUS)    | 46.                   |
| 53                    | Tatiana Guderzo (ITA)       | 42.                   |
| 54                    | Alessia Patuelli (ITA)      | 64.                   |
| 55                    | Marlen Reusser (SUI)        | 45.                   |
| 56                    | Sophie Wright (GBR)         | DNF                   |

| Andy Schleck-CP NVST-Immo Losch ASC | Andy Schleck-CP NVST-Immo Losch ASC   | Andy Schleck-CP NVST-Immo Losch ASC |
| ----------------------------------- | ------------------------------------- | ----------------------------------- |
| Num                                 | Ciclista                              | Pos                                 |
| 61                                  | Mie Bjørndal Ottestad (NOR) (estrada) | DNF                                 |
| 62                                  | Claire Faber (LUX)                    | DNF                                 |
| 63                                  | Mae Lang (EST)                        | 58.                                 |
| 64                                  | Léna Mettraux (SUI)                   | DNF                                 |
| 65                                  | Carolin Schiff (GER)                  | 65.                                 |
| 66                                  | Sandra Weiss (SUI)                    | DNF                                 |

| Movistar Team MOV | Movistar Team MOV                    | Movistar Team MOV |
| ----------------- | ------------------------------------ | ----------------- |
| Num               | Ciclista                             | Pos               |
| 71                | Annemiek van Vleuten (NED) (estrada) | 2.                |
| 72                | Katrine Aalerud (NOR)                | 21.               |
| 73                | Sara Martín Martín (ESP)             | 47.               |
| 74                | Paula Patiño (COL)                   | 69.               |
| 75                | Gloria Rodríguez Sánchez (ESP)       | DNF               |
| 76                | Leah Thomas (USA)                    | 20.               |

| Liv Racing LIV | Liv Racing LIV             | Liv Racing LIV |
| -------------- | -------------------------- | -------------- |
| Num            | Ciclista                   | Pos            |
| 81             | Soraya Paladin (ITA)       | 11.            |
| 82             | Valerie Demey (BEL)        | 51.            |
| 83             | Marta Jaskulska (POL)      | 73.            |
| 84             | Jeanne Korevaar (NED)      | 54.            |
| 85             | Pauliena Rooijakkers (NED) | 75.            |
| 86             | Sabrina Stultiens (NED)    | 52.            |

| FDJ-Nouvelle Aquitaine-Futuroscope FDJ | FDJ-Nouvelle Aquitaine-Futuroscope FDJ | FDJ-Nouvelle Aquitaine-Futuroscope FDJ |
| -------------------------------------- | -------------------------------------- | -------------------------------------- |
| Num                                    | Ciclista                               | Pos                                    |
| 91                                     | Cecilie Uttrup Ludwig (DEN)            | 8.                                     |
| 92                                     | Stine Borgli (NOR)                     | DNF                                    |
| 93                                     | Marta Cavalli (ITA)                    | 14.                                    |
| 94                                     | Brodie Chapman (AUS)                   | 25.                                    |
| 95                                     | Eugénie Duval (FRA)                    | 79.                                    |
| 96                                     | Évita Muzic (FRA)                      | 23.                                    |

| Tibco-Silicon Valley Bank TIB | Tibco-Silicon Valley Bank TIB | Tibco-Silicon Valley Bank TIB |
| ----------------------------- | ----------------------------- | ----------------------------- |
| Num                           | Ciclista                      | Pos                           |
| 101                           | Kristen Faulkner (USA)        | 24.                           |
| 102                           | Tanja Erath (GER)             | DNF                           |
| 103                           | Nina Kessler (NED)            | DNF                           |
| 104                           | Emily Newsom (USA)            | 49.                           |
| 105                           | Lauren Stephens (USA)         | DNF                           |
| 106                           | Eri Yonamine (JPN)            | 81.                           |

| Ceratizit-WNT Pro Cycling WNT | Ceratizit-WNT Pro Cycling WNT | Ceratizit-WNT Pro Cycling WNT |
| ----------------------------- | ----------------------------- | ----------------------------- |
| Num                           | Ciclista                      | Pos                           |
| 111                           | Erica Magnaldi (ITA)          | 16.                           |
| 112                           | Laura Asencio (FRA)           | DNF                           |
| 113                           | Kathrin Hammes (GER)          | DNF                           |
| 114                           | Marta Lach (POL) (estrada)    | 31.                           |
| 115                           | Lin Lea Teutenberg (GER)      | DNF                           |
| 116                           | Lara Vieceli (ITA)            | 50.                           |

| Lotto Soudal Ladies LSL | Lotto Soudal Ladies LSL  | Lotto Soudal Ladies LSL |
| ----------------------- | ------------------------ | ----------------------- |
| Num                     | Ciclista                 | Pos                     |
| 121                     | Hanna Nilsson (SWE)      | 63.                     |
| 122                     | Danique Braam (NED)      | DNF                     |
| 123                     | Lone Meertens (BEL)      | 57.                     |
| 124                     | Jesse Vandenbulcke (BEL) | DNF                     |
| 125                     | Elise vander Sande (BEL) | DNF                     |

| Valcar-Travel & Service VAL | Valcar-Travel & Service VAL | Valcar-Travel & Service VAL |
| --------------------------- | --------------------------- | --------------------------- |
| Num                         | Ciclista                    | Pos                         |
| 131                         | Alice Maria Arzuffi (ITA)   | 74.                         |
| 132                         | Eleonora Gasparrini (ITA)   | 71.                         |
| 133                         | Silvia Magri (ITA)          | 72.                         |
| 134                         | Barbara Malcotti (ITA)      | 26.                         |
| 135                         | Federica Piergiovanni (ITA) | 40.                         |
| 136                         | Silvia Pollicini (ITA)      | DNF                         |

| A.R. Monex Women's ASA | A.R. Monex Women's ASA   | A.R. Monex Women's ASA |
| ---------------------- | ------------------------ | ---------------------- |
| Num                    | Ciclista                 | Pos                    |
| 141                    | Maria Novolodskaya (RUS) | 15.                    |
| 142                    | Eider Merino (ESP)       | 30.                    |
| 143                    | Mariia Miliaeva (RUS)    | DNF                    |
| 144                    | Katia Ragusa (ITA)       | DNF                    |
| 145                    | Lizbeth Salazar (MEX)    | 56.                    |
| 146                    | Arlenis Sierra (CUB)     | 37.                    |

| Drops-Le Col DRP | Drops-Le Col DRP      | Drops-Le Col DRP |
| ---------------- | --------------------- | ---------------- |
| Num              | Ciclista              | Pos              |
| 151              | Joscelin Lowden (GBR) | 32.              |
| 152              | Anna Christian (GBR)  | 67.              |
| 153              | Dani Christmas (GBR)  | 82.              |
| 154              | Sara Penton (SWE)     | DNF              |
| 155              | April Tacey (GBR)     | DNF              |
| 156              | Alice Towers (GBR)    | 60.              |

| Arkéa Pro Cycling Team ARK | Arkéa Pro Cycling Team ARK | Arkéa Pro Cycling Team ARK |
| -------------------------- | -------------------------- | -------------------------- |
| Num                        | Ciclista                   | Pos                        |
| 161                        | Sandra Levenez (FRA)       | 34.                        |
| 162                        | Pauline Allin (FRA)        | 78.                        |
| 163                        | Charlotte Becker (GER)     | DNF                        |
| 164                        | Amandine Fouquenet (FRA)   | 77.                        |
| 165                        | Cédrine Kerbaol (FRA)      | 61.                        |
| 166                        | Greta Richioud (FRA)       | DNF                        |

| Cogeas-Mettler-Look Pro Cycling Team CGS | Cogeas-Mettler-Look Pro Cycling Team CGS | Cogeas-Mettler-Look Pro Cycling Team CGS |
| ---------------------------------------- | ---------------------------------------- | ---------------------------------------- |
| Num                                      | Ciclista                                 | Pos                                      |
| 171                                      | Olga Zabelinskaya (UZB)                  | 33.                                      |
| 172                                      | Hannah Buch (GER)                        | DNF                                      |
| 173                                      | Iuliia Galimullina (RUS)                 | DNF                                      |
| 174                                      | Aigul Gareyeva (RUS)                     | DNF                                      |
| 175                                      | Petra Stiasny (SUI)                      | DNF                                      |

| Bingoal-Chevalmeire CCT | Bingoal-Chevalmeire CCT   | Bingoal-Chevalmeire CCT |
| ----------------------- | ------------------------- | ----------------------- |
| Num                     | Ciclista                  | Pos                     |
| 181                     | Thalita de Jong (NED)     | 36.                     |
| 182                     | Lenny Druyts (BEL)        | DNF                     |
| 183                     | Justine Ghekiere (BEL)    | DNF                     |
| 184                     | Kelly Van den Steen (BEL) | DNF                     |

| Doltcini-Van Eyck-Proximus DVE | Doltcini-Van Eyck-Proximus DVE | Doltcini-Van Eyck-Proximus DVE |
| ------------------------------ | ------------------------------ | ------------------------------ |
| Num                            | Ciclista                       | Pos                            |
| 191                            | Mieke Docx (BEL)               | DNF                            |
| 192                            | Amber Aernouts (NED)           | 83.                            |
| 193                            | Olha Kulynych (UKR)            | 62.                            |
| 194                            | Barbara Sniezynska (POL)       | DNF                            |
| 195                            | Nicole Steigenga (NED)         | 80.                            |
| 196                            | Fien Van Eynde (BEL)           | DNF                            |

| Rally Cycling RLW | Rally Cycling RLW             | Rally Cycling RLW |
| ----------------- | ----------------------------- | ----------------- |
| Num               | Ciclista                      | Pos               |
| 201               | Kristabel Doebel-Hickok (USA) | 66.               |
| 202               | Holly Breck (USA)             | DNF               |
| 203               | Heidi Franz (USA)             | DNF               |
| 204               | Leigh Ann Ganzar (USA)        | DNF               |
| 205               | Clara Koppenburg (GER)        | 44.               |
| 206               | Sara Poidevin (CAN)           | DNF               |

| Bepink BPK | Bepink BPK              | Bepink BPK |
| ---------- | ----------------------- | ---------- |
| Num        | Ciclista                | Pos        |
| 211        | Camilla Alessio (ITA)   | 53.        |
| 212        | Vania Canvelli (ITA)    | DNF        |
| 213        | Michaela Drummond (NZL) | DNF        |
| 214        | Markéta Hájková (CZE)   | DNF        |
| 215        | Nadia Quagliotto (ITA)  | DNF        |
| 216        | Silvia Zanardi (ITA)    | DNF        |

| SD Worx SDW | SD Worx SDW                          | SD Worx SDW |
| ----------- | ------------------------------------ | ----------- |
| Num         | Ciclista                             | Pos         |
| 1           | Anna van der Breggen (NED) (estrada) | 5.          |
| 2           | Elena Cecchini (ITA)                 | 76.         |
| 3           | Niamh Fisher-Black (NZL)             | 17.         |
| 4           | Ashleigh Moolman Pasio (RSA)         | 7.          |
| 5           | Chantal van den Broek-Blaak (NED)    | 29.         |
| 6           | Demi Vollering (NED)                 | 1.          |

| Trek-Segafredo TFS | Trek-Segafredo TFS                   | Trek-Segafredo TFS |
| ------------------ | ------------------------------------ | ------------------ |
| Num                | Ciclista                             | Pos                |
| 11                 | Elisa Longo Borghini (ITA) (estrada) | 3.                 |
| 12                 | Lucinda Brand (NED)                  | 9.                 |
| 13                 | Lauretta Hanson (AUS)                | DNF                |
| 14                 | Shirin van Anrooij (NED)             | 48.                |
| 15                 | Tayler Wiles (USA)                   | 27.                |
| 16                 | Ruth Winder (USA)                    | NP                 |

| Team BikeExchange BEX | Team BikeExchange BEX            | Team BikeExchange BEX |
| --------------------- | -------------------------------- | --------------------- |
| Num                   | Ciclista                         | Pos                   |
| 21                    | Amanda Spratt (AUS)              | 10.                   |
| 22                    | Janneke Ensing (NED)             | 22.                   |
| 23                    | Lucy Kennedy (AUS)               | DNF                   |
| 24                    | Ane Santesteban (ESP)            | 18.                   |
| 25                    | Moniek Tenniglo (NED)            | 70.                   |
| 26                    | Georgia Williams (NZL) (estrada) | 68.                   |

| Jumbo-Visma Women Team TJV | Jumbo-Visma Women Team TJV | Jumbo-Visma Women Team TJV |
| -------------------------- | -------------------------- | -------------------------- |
| Num                        | Ciclista                   | Pos                        |
| 31                         | Marianne Vos (NED)         | 6.                         |
| 32                         | Teuntje Beekhuis (NED)     | 41.                        |
| 33                         | Anna Henderson (GBR)       | 28.                        |
| 34                         | Anouska Koster (NED)       | 38.                        |
| 35                         | Riejanne Markus (NED)      | 12.                        |
| 36                         | Julie Van de Velde (BEL)   | 59.                        |

| Canyon-SRAM Racing CSR | Canyon-SRAM Racing CSR        | Canyon-SRAM Racing CSR |
| ---------------------- | ----------------------------- | ---------------------- |
| Num                    | Ciclista                      | Pos                    |
| 41                     | Katarzyna Niewiadoma (POL)    | 4.                     |
| 42                     | Alena Amialiusik (BLR)        | 35.                    |
| 43                     | Hannah Barnes (GBR)           | 55.                    |
| 44                     | Elise Chabbey (SUI) (estrada) | 13.                    |
| 45                     | Tiffany Cromwell (AUS)        | 39.                    |
| 46                     | Mikayla Harvey (NZL)          | 43.                    |

| Alé BTC Ljubljana ALE | Alé BTC Ljubljana ALE       | Alé BTC Ljubljana ALE |
| --------------------- | --------------------------- | --------------------- |
| Num                   | Ciclista                    | Pos                   |
| 51                    | Mavi García (ESP) (estrada) | 19.                   |
| 52                    | Anastasia Chursina (RUS)    | 46.                   |
| 53                    | Tatiana Guderzo (ITA)       | 42.                   |
| 54                    | Alessia Patuelli (ITA)      | 64.                   |
| 55                    | Marlen Reusser (SUI)        | 45.                   |
| 56                    | Sophie Wright (GBR)         | DNF                   |

| Andy Schleck-CP NVST-Immo Losch ASC | Andy Schleck-CP NVST-Immo Losch ASC   | Andy Schleck-CP NVST-Immo Losch ASC |
| ----------------------------------- | ------------------------------------- | ----------------------------------- |
| Num                                 | Ciclista                              | Pos                                 |
| 61                                  | Mie Bjørndal Ottestad (NOR) (estrada) | DNF                                 |
| 62                                  | Claire Faber (LUX)                    | DNF                                 |
| 63                                  | Mae Lang (EST)                        | 58.                                 |
| 64                                  | Léna Mettraux (SUI)                   | DNF                                 |
| 65                                  | Carolin Schiff (GER)                  | 65.                                 |
| 66                                  | Sandra Weiss (SUI)                    | DNF                                 |

| Movistar Team MOV | Movistar Team MOV                    | Movistar Team MOV |
| ----------------- | ------------------------------------ | ----------------- |
| Num               | Ciclista                             | Pos               |
| 71                | Annemiek van Vleuten (NED) (estrada) | 2.                |
| 72                | Katrine Aalerud (NOR)                | 21.               |
| 73                | Sara Martín Martín (ESP)             | 47.               |
| 74                | Paula Patiño (COL)                   | 69.               |
| 75                | Gloria Rodríguez Sánchez (ESP)       | DNF               |
| 76                | Leah Thomas (USA)                    | 20.               |

| Liv Racing LIV | Liv Racing LIV             | Liv Racing LIV |
| -------------- | -------------------------- | -------------- |
| Num            | Ciclista                   | Pos            |
| 81             | Soraya Paladin (ITA)       | 11.            |
| 82             | Valerie Demey (BEL)        | 51.            |
| 83             | Marta Jaskulska (POL)      | 73.            |
| 84             | Jeanne Korevaar (NED)      | 54.            |
| 85             | Pauliena Rooijakkers (NED) | 75.            |
| 86             | Sabrina Stultiens (NED)    | 52.            |

| FDJ-Nouvelle Aquitaine-Futuroscope FDJ | FDJ-Nouvelle Aquitaine-Futuroscope FDJ | FDJ-Nouvelle Aquitaine-Futuroscope FDJ |
| -------------------------------------- | -------------------------------------- | -------------------------------------- |
| Num                                    | Ciclista                               | Pos                                    |
| 91                                     | Cecilie Uttrup Ludwig (DEN)            | 8.                                     |
| 92                                     | Stine Borgli (NOR)                     | DNF                                    |
| 93                                     | Marta Cavalli (ITA)                    | 14.                                    |
| 94                                     | Brodie Chapman (AUS)                   | 25.                                    |
| 95                                     | Eugénie Duval (FRA)                    | 79.                                    |
| 96                                     | Évita Muzic (FRA)                      | 23.                                    |

| Tibco-Silicon Valley Bank TIB | Tibco-Silicon Valley Bank TIB | Tibco-Silicon Valley Bank TIB |
| ----------------------------- | ----------------------------- | ----------------------------- |
| Num                           | Ciclista                      | Pos                           |
| 101                           | Kristen Faulkner (USA)        | 24.                           |
| 102                           | Tanja Erath (GER)             | DNF                           |
| 103                           | Nina Kessler (NED)            | DNF                           |
| 104                           | Emily Newsom (USA)            | 49.                           |
| 105                           | Lauren Stephens (USA)         | DNF                           |
| 106                           | Eri Yonamine (JPN)            | 81.                           |

| Ceratizit-WNT Pro Cycling WNT | Ceratizit-WNT Pro Cycling WNT | Ceratizit-WNT Pro Cycling WNT |
| ----------------------------- | ----------------------------- | ----------------------------- |
| Num                           | Ciclista                      | Pos                           |
| 111                           | Erica Magnaldi (ITA)          | 16.                           |
| 112                           | Laura Asencio (FRA)           | DNF                           |
| 113                           | Kathrin Hammes (GER)          | DNF                           |
| 114                           | Marta Lach (POL) (estrada)    | 31.                           |
| 115                           | Lin Lea Teutenberg (GER)      | DNF                           |
| 116                           | Lara Vieceli (ITA)            | 50.                           |

| Lotto Soudal Ladies LSL | Lotto Soudal Ladies LSL  | Lotto Soudal Ladies LSL |
| ----------------------- | ------------------------ | ----------------------- |
| Num                     | Ciclista                 | Pos                     |
| 121                     | Hanna Nilsson (SWE)      | 63.                     |
| 122                     | Danique Braam (NED)      | DNF                     |
| 123                     | Lone Meertens (BEL)      | 57.                     |
| 124                     | Jesse Vandenbulcke (BEL) | DNF                     |
| 125                     | Elise vander Sande (BEL) | DNF                     |

| Valcar-Travel & Service VAL | Valcar-Travel & Service VAL | Valcar-Travel & Service VAL |
| --------------------------- | --------------------------- | --------------------------- |
| Num                         | Ciclista                    | Pos                         |
| 131                         | Alice Maria Arzuffi (ITA)   | 74.                         |
| 132                         | Eleonora Gasparrini (ITA)   | 71.                         |
| 133                         | Silvia Magri (ITA)          | 72.                         |
| 134                         | Barbara Malcotti (ITA)      | 26.                         |
| 135                         | Federica Piergiovanni (ITA) | 40.                         |
| 136                         | Silvia Pollicini (ITA)      | DNF                         |

| A.R. Monex Women's ASA | A.R. Monex Women's ASA   | A.R. Monex Women's ASA |
| ---------------------- | ------------------------ | ---------------------- |
| Num                    | Ciclista                 | Pos                    |
| 141                    | Maria Novolodskaya (RUS) | 15.                    |
| 142                    | Eider Merino (ESP)       | 30.                    |
| 143                    | Mariia Miliaeva (RUS)    | DNF                    |
| 144                    | Katia Ragusa (ITA)       | DNF                    |
| 145                    | Lizbeth Salazar (MEX)    | 56.                    |
| 146                    | Arlenis Sierra (CUB)     | 37.                    |

| Drops-Le Col DRP | Drops-Le Col DRP      | Drops-Le Col DRP |
| ---------------- | --------------------- | ---------------- |
| Num              | Ciclista              | Pos              |
| 151              | Joscelin Lowden (GBR) | 32.              |
| 152              | Anna Christian (GBR)  | 67.              |
| 153              | Dani Christmas (GBR)  | 82.              |
| 154              | Sara Penton (SWE)     | DNF              |
| 155              | April Tacey (GBR)     | DNF              |
| 156              | Alice Towers (GBR)    | 60.              |

| Arkéa Pro Cycling Team ARK | Arkéa Pro Cycling Team ARK | Arkéa Pro Cycling Team ARK |
| -------------------------- | -------------------------- | -------------------------- |
| Num                        | Ciclista                   | Pos                        |
| 161                        | Sandra Levenez (FRA)       | 34.                        |
| 162                        | Pauline Allin (FRA)        | 78.                        |
| 163                        | Charlotte Becker (GER)     | DNF                        |
| 164                        | Amandine Fouquenet (FRA)   | 77.                        |
| 165                        | Cédrine Kerbaol (FRA)      | 61.                        |
| 166                        | Greta Richioud (FRA)       | DNF                        |

| Cogeas-Mettler-Look Pro Cycling Team CGS | Cogeas-Mettler-Look Pro Cycling Team CGS | Cogeas-Mettler-Look Pro Cycling Team CGS |
| ---------------------------------------- | ---------------------------------------- | ---------------------------------------- |
| Num                                      | Ciclista                                 | Pos                                      |
| 171                                      | Olga Zabelinskaya (UZB)                  | 33.                                      |
| 172                                      | Hannah Buch (GER)                        | DNF                                      |
| 173                                      | Iuliia Galimullina (RUS)                 | DNF                                      |
| 174                                      | Aigul Gareyeva (RUS)                     | DNF                                      |
| 175                                      | Petra Stiasny (SUI)                      | DNF                                      |

| Bingoal-Chevalmeire CCT | Bingoal-Chevalmeire CCT   | Bingoal-Chevalmeire CCT |
| ----------------------- | ------------------------- | ----------------------- |
| Num                     | Ciclista                  | Pos                     |
| 181                     | Thalita de Jong (NED)     | 36.                     |
| 182                     | Lenny Druyts (BEL)        | DNF                     |
| 183                     | Justine Ghekiere (BEL)    | DNF                     |
| 184                     | Kelly Van den Steen (BEL) | DNF                     |

| Doltcini-Van Eyck-Proximus DVE | Doltcini-Van Eyck-Proximus DVE | Doltcini-Van Eyck-Proximus DVE |
| ------------------------------ | ------------------------------ | ------------------------------ |
| Num                            | Ciclista                       | Pos                            |
| 191                            | Mieke Docx (BEL)               | DNF                            |
| 192                            | Amber Aernouts (NED)           | 83.                            |
| 193                            | Olha Kulynych (UKR)            | 62.                            |
| 194                            | Barbara Sniezynska (POL)       | DNF                            |
| 195                            | Nicole Steigenga (NED)         | 80.                            |
| 196                            | Fien Van Eynde (BEL)           | DNF                            |

| Rally Cycling RLW | Rally Cycling RLW             | Rally Cycling RLW |
| ----------------- | ----------------------------- | ----------------- |
| Num               | Ciclista                      | Pos               |
| 201               | Kristabel Doebel-Hickok (USA) | 66.               |
| 202               | Holly Breck (USA)             | DNF               |
| 203               | Heidi Franz (USA)             | DNF               |
| 204               | Leigh Ann Ganzar (USA)        | DNF               |
| 205               | Clara Koppenburg (GER)        | 44.               |
| 206               | Sara Poidevin (CAN)           | DNF               |

| Bepink BPK | Bepink BPK              | Bepink BPK |
| ---------- | ----------------------- | ---------- |
| Num        | Ciclista                | Pos        |
| 211        | Camilla Alessio (ITA)   | 53.        |
| 212        | Vania Canvelli (ITA)    | DNF        |
| 213        | Michaela Drummond (NZL) | DNF        |
| 214        | Markéta Hájková (CZE)   | DNF        |
| 215        | Nadia Quagliotto (ITA)  | DNF        |
| 216        | Silvia Zanardi (ITA)    | DNF        |

Convenções:
- AB: Abandono
- FLT: Retiro por chegada fora do limite de tempo
- NTS: Não tomou a saída
- DES: Descalificada ou expulsada

## WorldTourFeminino
A Liège-Bastogne-Liège Feminina outorgou pontos para o UCI World Ranking Feminino e o UCI WorldTour Feminino para corredoras das equipas nas categorias UCI WorldTeam Feminino e Continental Feminino. As seguintes tabelas mostram o barómetro de pontuação e as 10 corredoras que obtiveram mais pontos:
| Posição   | 1.ª | 2.ª | 3.ª | 4.ª | 5.ª | 6.ª | 7.ª | 8.ª | 9.ª | 10.ª | 11.ª | 12.ª | 13.ª | 14.ª | 15.ª | 16.ª-20.ª | 21.ª-30.ª | 31.ª-40.ª |
| Pontuação | 400 | 320 | 260 | 220 | 180 | 140 | 120 | 100 | 80  | 68   | 56   | 48   | 40   | 32   | 28   | 24        | 16        | 8         |

| Classificação |                       |                                    |        |
| Posição       | Ciclista              | Equipo                             | Pontos |
| ------------- | --------------------- | ---------------------------------- | ------ |
| 1.ª           | Demi Vollering        | SD Worx                            | 400    |
| 2.ª           | Annemiek van Vleuten  | Movistar                           | 320    |
| 3.ª           | Elisa Longo Borghini  | Trek-Segafredo                     | 260    |
| 4.ª           | Katarzyna Niewiadoma  | Canyon SRAM Racing                 | 220    |
| 5.ª           | Anna van der Breggen  | SD Worx                            | 180    |
| 6.ª           | Marianne Vos          | Jumbo-Visma                        | 140    |
| 7.ª           | Ashleigh Moolman      | SD Worx                            | 120    |
| 8.ª           | Cecilie Uttrup Ludwig | FDJ Nouvelle Aquitaine Futuroscope | 100    |
| 9.ª           | Lucinda Brand         | Trek-Segafredo                     | 80     |
| 10.ª          | Amanda Spratt         | BikeExchange                       | 68     |